# Cristian Ianu
Cristian Ianu (Timişoara, Rumania, 16 de octubre de 1983) es un futbolista rumano, que actúa como delantero. Actualmente juega para el FC Wohlen de la Challenge League de Suiza.

## Clubes
| Club       | País    | Año       |
| ---------- | ------- | --------- |
| UTA Arad   | Rumania | 1999-2003 |
| Bellinzona | Suiza   | 2003-2007 |
| Aarau      | Suiza   | 2007-2009 |
| Luzern     | Suiza   | 2009-2011 |
| Sion       | Suiza   | 2012      |
| Wohlen     | Suiza   | 2012-     |